# John Edmund Gardner
John Edmund Gardner (Seaton Delaval, 20 novembre 1926 – Basingstoke, 3 agosto 2007) è stato uno scrittore inglese.

## Biografia e opere
John Gardner nacque a Seaton Delaval, nel Northumberland, il 20 novembre 1926. Si laureò a Cambridge e fece gli studi postuniversitari a Oxford. Durante la seconda guerra mondiale si arruolò come volontario nell'esercito inglese. Il padre di Gardner era un parroco anglicano ed incoraggiò Gardner a seguere il suo esempio. Gardner divenne parroco a sua volta nel 1953  e servì la chiesa anglicana per cinque anni, fino a realizzare di non avere la vocazione. Dopo quest'esperienza iniziò a lavorare come giornalista e critico teatrale.
Nel 1959 Gardner si rese conto di essere diventato alcolizzato e intraprese un percorso di riabilitazione. Nel 1963 scrisse il suo primo libro, l'unico non di narrativa, Spin the bottle, un racconto autobiografico delle sue esperienze di dipendenza dall'alcol.
Gardner iniziò la sua carriera di romanziere nel 1964 col romanzo SSS Sicario Servizio Speciale, in cui crea il personaggio comico Boysie Oakes che viene inavvertitamente scambiato per uno spietato uomo d'azione che viene reclutato in una agenzia investigativa. Oakes è in realtà un codardo con molti altri difetti che non vuole niente di più che essere lasciato in pace ed è terrorizzato dalle circostanze in cui viene forzatamente coinvolto. Il libro viene pubblicato all'apice della spy-mania degli anni sessanta e, come conseguenza del grande business, fu un successo. Boysie Oakes fu anche protagonista di un film e di altri sette romanzi nei successivi dodici anni.
Sulla scia del successo ottenuto con Bosye Oakes, Gardner creò altri personaggi: l'ispettore di Scotland Yard di origine italiana Derek Torry, la spia Herbie Kruger e la famiglia Railton, opere dal tono più serio rispetto ai romanzi di Oakes. 
Gardner scrisse anche tre romanzi (il terzo dei quali, intitolato semplicemente Moriarty, venne pubblicato postumo nel 2008, per via di una lunga disputa con l'editore) usando il personaggio del Professor Moriarty dai romanzi di Sherlock Holmes. La EMI Films, una casa di produzione controllata dalla EMI, acquistò i diritti del primo romanzo per un adattamento cinematografico con Donald Sutherland nel ruolo di Moriarty, ma il progetto si arenò per mancanza di fondi. Gardner era un fan delle storie di Arthur Conan Doyle su Sherlock Holmes e un membro dei Baker Street Irregulars.
Nel 1981 fu chiesto a Gardner di far rivivere il personaggio di Ian Fleming James Bond. Tra il 1981 e il 1996 Gardner scrisse quattordici romanzi con James Bond come protagonista e l'adattamento a romanzo di due sceneggiature cinematografiche. Mentre i libri furono un successo commerciale, l'atteggiamento di Gardner sullo scrivere romanzi con personaggi creati da altri autori fu ambivalente e nel 1996 smise definitivamente di scrivere romanzi con James Bond, un compito che la Glidrose Publications affidò a Raymond Benson.
Alla fine degli anni novanta Gardner cessò la sua attività di scrittore per la morte della moglie nel 1997 e per la prolungata battaglia contro il cancro che lo colpì. All'inizio degli anni duemila Gardner scrisse un nuovo romanzo che venne pubblicato nel 2001, Day of Absolution, per il quale fu lodato dai critici. Iniziò anche un'altra serie di libri con una nuova protagonista, Suzie Mountford, una detective degli anni trenta. Gardner aveva preso il nome del personaggio da Patricia Mountford, che  nel 1949 era stata una sua fidanzata. Quando lesse il libro, Mountford si mise in contatto con Gardner tramite la sua casa editrice e i due in seguito riallacciarono la loro relazione.

### Morte
Gardner morì il 3 agosto del 2007, probabilmente per un infarto. Era fuori a fare compere quando accusò un collasso; pensando si trattasse solo di uno svenimento, lo scrittore chiamò la figlia che lo portò in ospedale, dove morì dopo poco.

## Opere

### Boysie Oakes
- SSS Sicario Servizio Speciale (The Liquidator) (1964)
- Operazione: Playboy (Understrike) (1965)
- Boysie Oakes il liquidatore (Amber Nine) (1966)
- Madrigale per il Liquidatore (Madrigal) (1967)
- Superagenzia Boysie Oakes (Founder Member) (1969)
- Il liquidatore prende il volo (The Airline Pirates, in alcune edizioni Air Apparent) (1970)
- Traitor's Exit (1970)
- Killer for a Song (1976)

### Derek Torry
- A Complete State of Death (1969)
- Gangsters in trasferta (Corner Men) (1974)

### Professor Moriarty
- Moriarty è vivo! (The Return of Moriarty) (1974)
- Revenge of Moriarty (1975)
- Moriarty (2008)

### Herbie Kruger
- Nostradamus Traitor (1979)
- Garden of Weapons (1980)
- Quiet Dogs (1982)
- Maestro (1993)
- Confessor (1995)

### James Bond
- Rinnovo di licenza (License renewed) (1981)
- Per servizi speciali (For special services) (1982)
- Nella morsa di ghiaccio (Icebreaker) (1983)
- Ruolo d'onore (Role of honour) (1984)
- James Bond 007: nessuno vive per sempre (Nobody lives forever) (1986)
- Senza tregua (No deals, Mr. Bond) (1987)
- Operazione Scorpius (Scorpius) (1988),
- Operazione Invincible (Win, Lose or Die) (1989)
- 007: vendetta privata (License to kill) (1989) - Novelizzazione della sceneggiatura cinematografica
- Scatole cinesi (Brokenclaw) (1990),
- Operazione Barbarossa (The man from Barbarossa) (1991)
- Niente è per sempre (Death is forever) (1992)
- Niente fiori per James Bond (Never send flowers) (1993)
- Mai giocare col fuoco (Seafire) (1994)
- Goldeneye (GoldenEye) (1995) - Novelizzazione della sceneggiatura cinematografica
- Missione Cold (Cold, in alcune edizioni Cold Fall) (1996)

### La famiglia Railton
- Secret Generations (1985)
- The Secret Houses (1988)
- The Secret Families (1989)

### Suzie Mountford
- Bottled Spider (2002)
- The Streets of Town (2003)
- Angels Dining at the Ritz (2004)
- Troubled Midnight (2005)
- No Human Enemy (2007)

### Altre opere
- Spin the bottle (1963) - autobiografia
- Hideaway (1968) - raccolta di racconti
- The Censor (1970)
- Every Night's a Bullfight (1971)
- Assassination File (1974) - raccolta di racconti
- To Run a Little Faster (1976)
- La traccia del lupo (The Werewolf Trace) (1977)
- The Dancing Dodo (1978)
- L'ultima tomba (Golgotha) (1980)
- Garden of Weapons (1980)
- The Director (1982)
- Flamingo (1983)
- Day of Absolution (2001)